# اتو (آلاباما)
اتو (به انگلیسی: Otho) یک منطقهٔ مسکونی در ایالات متحده آمریکا است که در شهرستان هنری، آلاباما واقع شده‌است. اتو ۶۶٫۱۴ متر بالاتر از سطح دریا واقع شده‌است.